# Priepasné
Priepasné je naseljeno mjesto u okrugu Myjava u  Trenčínskom kraju u Slovačkoj.

## Stanovništvo
| Godina:     | 1993. | 2003.    | 2013.   | 2023.   |
| ----------- | ----- | -------- | ------- | ------- |
| Broj ljudi: | 432   | 359      | 370     | 354     |
| Razlika:    |       | -16,89 % | +3,06 % | -4,32 % |

| Godina:     | 2022. | 2023.   |
| ----------- | ----- | ------- |
| Broj ljudi: | 357   | 354     |
| Razlika:    |       | -0,84 % |

Prema podacima o broju stanovnika iz 2023. godine naselje je imalo 354 stanovnika.

## Vanjske poveznice
|  | Zajednički poslužitelj ima još gradiva o temi Priepasné |

- Službena stranica naselja (sl.)